# Studnia Nietoperzy
Studnia Nietoperzy – użytek ekologiczny w województwie pomorskim, w powiecie słupskim, w gminie Dębnica Kaszubska, na obszarze Parku Krajobrazowego „Dolina Słupi”, powołany Uchwałą Nr VI/28/07 Rady Gminy Dębnica Kaszubska z dnia 5 kwietnia 2007 r. Użytek jest kamienną studnią usytuowaną w kępie świerkowo-modrzewiowej. Położony jest na działce leśnej o typie siedliskowym LMśw, o powierzchni 0,1 ha na obszarze Nadleśnictwa Leśny Dwór, Leśnictwa Wierszyno, w obrębie ewidencyjnym Krzynia.
Użytek powołano w celu ochrony najliczniejszego stanowiska zimowania nietoperzy w Parku Krajobrazowym „Dolina Słupi” i w Nadleśnictwie Leśny Dwór. Ustawowo zabronione jest niszczenie obiektu oraz jego jakiekolwiek przekształcanie niewynikające z racjonalnego gospodarowania.

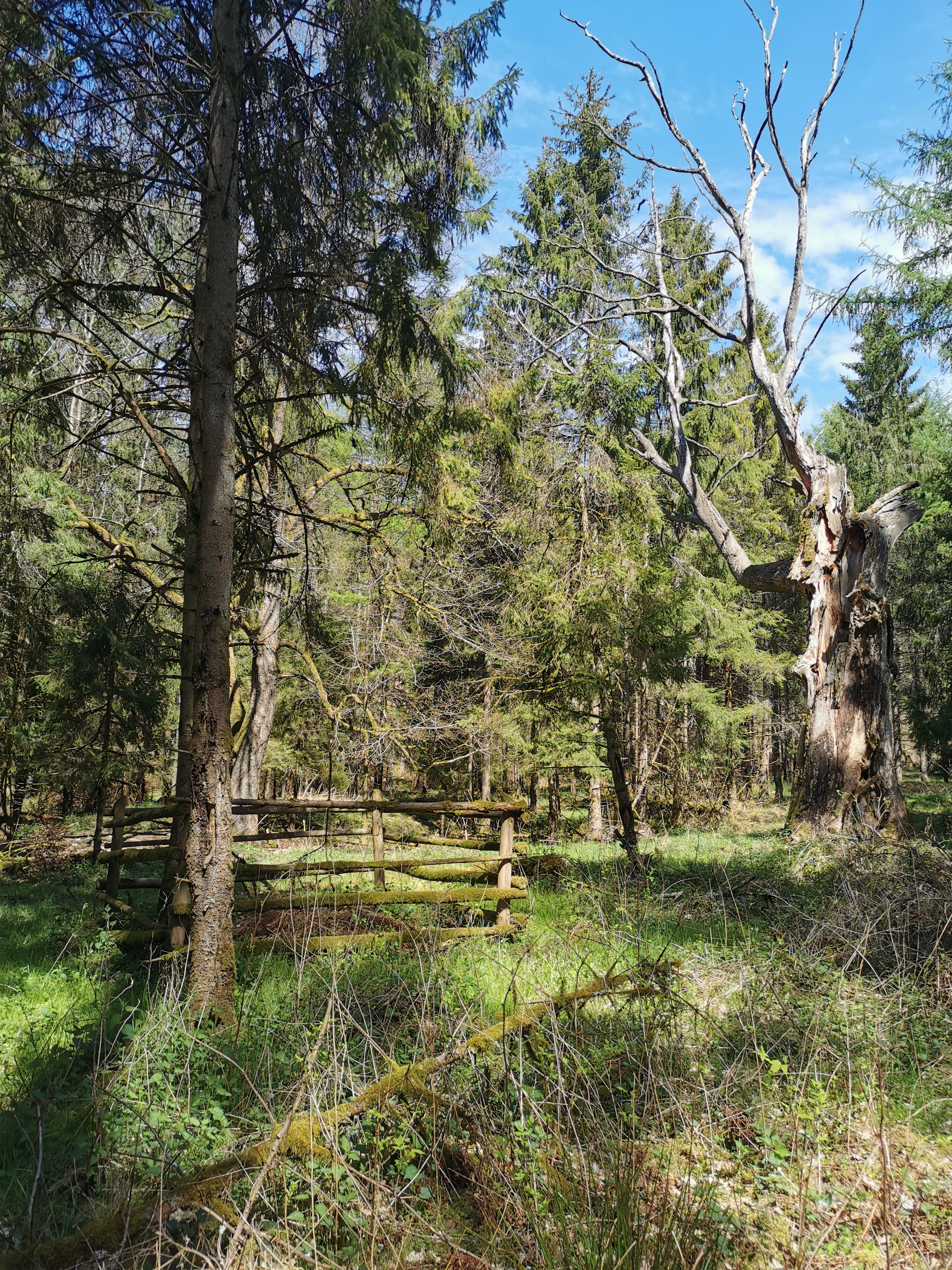
Otoczenie studni

Co roku, w lutym, pracownicy parku krajobrazowego przy współpracy z członkami koła chiropterologicznego PTOP „Salamandra” liczą nietoperze w inwentaryzowanych miejscach ich zimowania. W 2006 w studni odnotowano prawie 40 osobników, przeważnie nocków Natterera (Myotis nattereri), ale także jednego gacka brunatnego (Plecotus auritus). W 2015 doliczono się 25 nietoperzy, w tym najliczniejszy ponownie był nocek Natterera. Wiadomo też, że pojawia się nocek rudy (Myotis daubentonii). Corocznie, w październiku, pracownicy parku krajobrazowego dokonują również kontroli obiektu pod kątem odpowiedniego zabezpieczenia przed zimą.
Jest jednym z dziesięciu użytków ekologicznych na terenie Parku Krajobrazowego „Dolina Słupi” (stan na 2016), jednym z dziesięciu w granicach gminy Dębnica Kaszubska (stan na 2015) oraz jedynym na obszarze Nadleśnictwa Leśny Dwór (stan na 2015), które pełni nad nim nadzór.